# Танусак
Танусак, Танусакес, Тануза, Танус — правитель Малої Скіфії.
Л. І. Тарасюк переклав двоскладове ім'я Танусака як «приналежний тотему оленя»: tanu — «тіло» та saka — «олень» чи «скіф». За зауваженням М. Манова, походження цього імені пов'язане з найпоширенішою священною тотемною твариною у скіфів — оленем. Юрій Виноградов зазначив, що вважає за краще до виявлення нових археологічних знахідок назвати цього царя Танусом.
Про Танусака відомо лише з дуже нечисленного нумізматичного матеріалу. Відомості про нього епіграфічні джерела не містять. На аверсі монет одного типу Танусака, випущених на монетному дворі в Одесосі, зображені голови Деметри і її дочки Персефони в покривалах, на реверсі — пшеничне колосся. На аверсі інших викарбувано голови Діоскурів у конічних шапках із лавровими вінками, а на реверсі — протоми їхніх коней. На всіх примірниках присутнє маркування головою Гермеса.
За первісним припущенням В. Канараке, Танусак був другим представником скіфської династії — після Хараспа, а третім — Каніт. На думку Теодора Герасимова, з яким погодилися Петро Каришковський та М. Манов, Танусак панував після Каніта, а Харасп був його наступником. С. Андрух, посилаючись на особливості карбування, припустила, що Танусак був першим правителем — наприкінці III століття до н. е. чи межі III й II століть до н. е. , а йому успадкував Каніт.